# Peter Pan Bus Lines
Peter Pan Bus Lines ist ein Fernbus-Betreiber der im Nordosten der Vereinigten Staaten agiert. Über fünf Millionen Fahrgäste nutzen die Linien des Unternehmens jährlich.

## Geschichte
Das Unternehmen wurde als Yellow Cab Air Line in Springfield, Massachusetts gegründet und 1933 durch Peter Carmen Picknelly gekauft. Die Familie führt das Unternehmen bis heute.
Peter Pan gehörte ab den 1990er Jahren zu Trailways und beendete 2005 die Zugehörigkeit. 1998 wurde eine Allianz mit Greyhound Lines gebildet, um Fahrpläne, Marketing und Verkauf zu koordinieren.
2003 wurde die Northeastern division von Coach USA übernommen. Diese bestand aus den Unternehmen Arrow Line, Mini Coach of Boston, Maine Line, Pawtuxet Valley und der in Providence gegründete Bonanza Bus Lines. Maine Line wurde an Cyr Bus verkauft. Pawtuxet Valley wurde in Bonanza integriert und Mini Coach of Boston geschlossen.

## Linien
Die Hauptdienstgebiete von Peter Pan umfassen: Boston; Providence; Springfield; Hartford; New York City; Philadelphia; Baltimore; Washington, D.C.; und Punkte dazwischen.

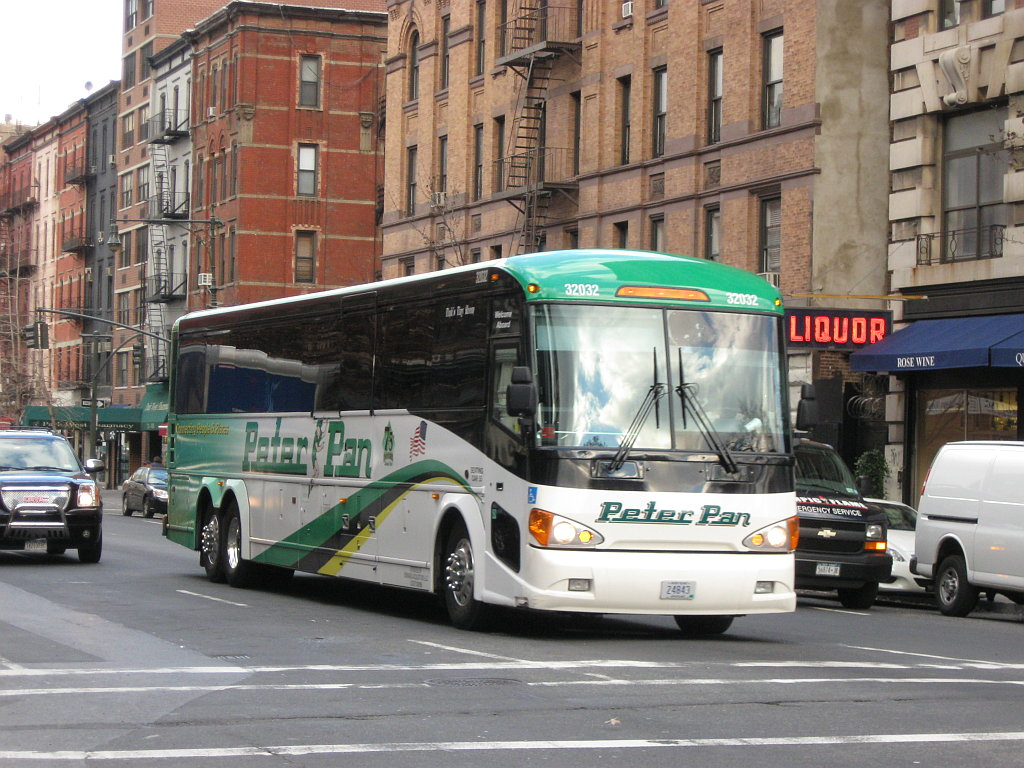
Peter Pan #32032 vor Ankunft im Port Authority Bus Terminal in New York City, angekommen aus Providence

Der Betrieb südlich von New York City (anders als der Atlantic City casino service) begann mit der Expansion am Anfang der 1990er Jahre (nachdem sich die Gesellschaft dem Trailways Netz anschloss).
Fahrpläne für das Jahr 1994 zeigten eine weitere Expansion nach Norfolk, Virginia und Ocean City, Maryland über die Delmarva-Halbinsel, bedient durch Carolina Trailways (eines der größten Unternehmen im National Trailways Verbund die 1997 in den Besitz des Konkurrenten Greyhound Lines) kam. Diese Episode währte jedoch nur kurz. Peter Pan Lines fährt hauptsächlich mit Bussen des US-amerikanischen Herstellers Motor Coach Industries.
Zudem kommen Busse von Van Hool sowie RTS von GMC zum Einsatz. Diese kamen durch die Übernahme der Unternehmen der Northeastern division von Coach USA 2003 zu Peter Pan Lines.